# Danilo Mijušković
Danilo Mijušković (15 gennaio 1987) è un ex giocatore di football americano e allenatore di football americano serbo, che ha giocato nel ruolo di defensive lineman.
Ha giocato per tutta la carriera nei Kragujevac Wild Boars.

## Palmarès
- 4 Serbian Bowl (Kragujevac Wild Boars, 2016, 2017, 2018, 2019)